# 普萊雅·蘇安朵克麥
普萊雅·蘇安朵克麥·倫德伯格（或譯作普里亞·蘇安達科麥，1989年3月28日—），小名Poo或Pu，為擁有瑞典與泰國血統的混血女演員及模特。曾擔任泰國及東南亞的首位聯合國難民署（UNHCR）親善大使。首部戲劇作品為2004年的《愛到瘋癲》。

## 早期生活
Poo於1989年3月28日出生於泰國曼谷。本名為娜塔雅·倫德伯格，父親為瑞典人，她是瑞典與泰國的混血兒。Poo的母親與她的父親離婚後，與英國籍的丈夫再婚，並收養Poo為他的繼女。
在教育方面，Poo幼兒園畢業於銮鲁迪国际学校，並在NIST國際學校接受中學教育。2012年於英國牛津布魯克斯大學取得哲學、商業和政治學士學位畢業。

## 演藝經歷
Poo以演員的身分出道，在泰國知名經紀人素帕猜·斯里維吉（A姐）的力薦下進入娛樂圈。普萊雅·蘇安朵克麥為Poo在娛樂圈使用的藝名。「普萊雅」此名源自於A姐，而「蘇安朵克麥」則是Poo媽媽的姓氏。
2004年，Poo通過了電視劇《仇恨之火》的試鏡片段，不久後出演了首部戲劇《愛到瘋癲》，接著在《神燈裡的小惡魔2》飾演女主角Honey。自此劇開始，Poo被稱作是Channel 7的女主角。此外，Poo還扮演了反派角色。更在出國留學之前，完成《月光別墅》的拍攝。之後在學期休息期間，Poo都會回到泰國拍攝電視劇，並從事模特工作。Poo幾乎每年會有一部電視劇上映，直到她再度返回英國深造。2012年，Poo畢業於英國牛津布魯克斯大學後，再度返回泰國經營她的演藝事業。
Poo也登上了各種時尚雜誌的封面，包括Vogue、柯夢波丹（COSMOPOLITAN）、哈潑時尚（Harper's Bazaar）、巴黎時裝公報（L'Officiel）和紅秀GRAZIA等。
Poo目前已不拍戲，繼2015年與7台的合約到期後，於隔年簽約The Society Management。

## 個人生活
2015年，Poo創辦了"Nola's Health"，主打有機茶等美容及保健產品。同年，她還推出了自己的香水品牌"Angel Kiss"。
2017年，Poo被聯合國難民署（UNHCR）高級專員任命為親善大使。她是泰國首位，也是東南亞首位UNHCR親善大使，目前已退出。

## 影視作品

### 电影
| 首映年份 | 片名                  | 片名   | 角色                | 备注 |
| 首映年份 | 译名                  | 原文名 | 角色                | 备注 |
| 2006年   | 《The Golden Riders》 |        | Tangmo              | 主演 |
| 2009年   | 《曼谷極限》          |        | Irene               | 主演 |
| 2017年   | 《詭宅》              |        | Winny               | 主演 |
| 2022年   | 《天堂之城》          |        | Savannah （薩凡納） | 主演 |

### 電視劇
| 首播年份 | 戲名                        | 戲名           | 播放平台 | 角色                       | 備註 |
| 首播年份 | 譯名                        | 原文名         | 播放平台 | 角色                       | 備註 |
| 2004年   | 《愛到瘋癲》                |                | Ch7HD    | Kai                        | 配角 |
| 2004年   | 《神燈裡的小惡魔2》         |                | Ch7HD    | Honey                      | 主演 |
| 2005年   | 《橘子小姐2005》            |                | Ch7HD    | Sarasinee Sophita （Som）  | 主演 |
| 2005年   | 《99天我愛你》              |                | Ch7HD    | Petra （Preaw）            | 主演 |
| 2006年   | 《三系情緣》                |                | Ch7HD    | Taeo （青年）              | 客串 |
| 2006年   | 《Yak Ja Ruk Diow Jat Hai》 |                | Ch7HD    | Aimjai （Aim）             | 主演 |
| 2007年   | 《嫉妒的條件》              |                | Ch7HD    | Suchawadee （Charlie）     | 主演 |
| 2008年   | 《過去的愛情傷痕》          |                | Ch7HD    | Nook Yoong                 | 主演 |
| 2008年   | 《月光別墅》                |                | Ch7HD    | Intupa Saranit             | 主演 |
| 2008年   | 《月光別墅》                | Saeng Jun      | Ch7HD    |                            | 主演 |
| 2009年   | 《白蓮花》                  |                | Ch7HD    | Oranoot Thathep （Noot）   | 主演 |
| 2010年   | 《路邊新娘》                |                | Ch7HD    | Rasa                       | 主演 |
| 2012年   | 《我愛你》                  |                | Ch7HD    | Ayuki （Yuki）             | 主演 |
| 2012年   | 《我愛你》                  | Napdao （Dao） | Ch7HD    |                            | 主演 |
| 2013年   | 《當豬哥遇到羊妹》          |                | Ch7HD    | Paipaya （Pai）            | 主演 |
| 2014年   | 《羅剎兒媳》                |                | Ch7HD    | Irina Nikolaevna           | 主演 |
| 2014年   | 《靈言》                    |                | Ch7HD    | Pinchanida                 | 主演 |
| 2015年   | 《天堂魔咒2015》            |                | Ch7HD    | Dawan Nanthipat （Da）     | 主演 |
| 2015年   | 《情鎖兩界2015》            |                | Ch7HD    | Kolmekkala Sakara （Moth） | 主演 |
| 2018年   | 《曼谷秘辛》                |                | One 31   | Malaiwan （Wan）           | 主演 |

### 網路劇
| 首播年份 | 戲名         | 戲名   | 播放平台 | 角色          | 備註 |
| 首播年份 | 譯名         | 原文名 | 播放平台 | 角色          | 備註 |
| 2018年   | 《異鄉異客》 |        | LINE TV  | Praya （Poo） | 主演 |
| 2019年   | 《異鄉異客》 |        | LINE TV  | Praya （Poo） | 主演 |

## 音樂作品
| 年份   | 歌名             | 歌名   | 備註                      |
| 年份   | 譯名             | 原文名 | 備註                      |
| 2004年 | 朋友可以做任何事 |        | 《神燈裡的小惡魔2》原聲帶 |
| 2004年 | Khae Dai Rak     |        | 《神燈裡的小惡魔2》原聲帶 |

## 音樂錄影帶
| 年份   | 歌名              | 歌名   | 歌手                        |
| 年份   | 譯名              | 原文名 | 歌手                        |
| 2002年 | Naun Fow Hai      |        | Pee Saderd                  |
| 2002年 | Tum Bahp Bau Long |        | 西里彭·安派蓬               |
| 2017年 | Mee Fan Laaw      |        | 普拉莫特·帕森 feat. UrboyTJ |

## 獎項
| 年份   | 頒獎典禮                       | 獎項                                 | 提名作品／人物     | 結果 |
| 2012年 | FHM 泰國百大性感美女 2012      | 百大性感美女                         | 普萊雅·蘇安朵克麥  | 獲獎 |
| 2013年 | FHM 泰國百大性感美女 2013      | 百大性感美女                         | 普萊雅·蘇安朵克麥  | 獲獎 |
| 2013年 | Siam Dara Stars Awards 2013    | 性感女星                             | 普萊雅·蘇安朵克麥  | 獲獎 |
| 2013年 | TV Pool Star Party Awards 2013 | 性感女星                             | 普萊雅·蘇安朵克麥  | 獲獎 |
| 2013年 | Zen Stylish Awards 2013        | 未知                                 | 未知               | 獲獎 |
| 2013年 | Star's Light Awards 2013       | 性感女星                             | 普萊雅·蘇安朵克麥  | 獲獎 |
| 2014年 | Chosaard Awards 2014           | 最佳女演員                           | 《當豬哥遇到羊妹》 | 獲獎 |
| 2014年 | Genesha Awards 2014            | 最佳女演員                           | 《當豬哥遇到羊妹》 | 獲獎 |
| 2014年 | FHM 泰國百大性感美女 2014      | 百大性感美女                         | 普萊雅·蘇安朵克麥  | 獲獎 |
| 2014年 | Star's Light Awards 2014       | 性感女星                             | 普萊雅·蘇安朵克麥  | 獲獎 |
| 2015年 | Star's Light Awards 2015       | 性感女星                             | 普萊雅·蘇安朵克麥  | 獲獎 |
| 2015年 | Hamberger Awards               | Life goes strong                     | 普萊雅·蘇安朵克麥  | 獲獎 |
| 2017年 | MThai Top Talk About 2017      | Top Talk About Lady （年度話題女星） | 普萊雅·蘇安朵克麥  | 獲獎 |
| 2017年 | GQ Thailand                    | 年度代表女性                         | 普萊雅·蘇安朵克麥  | 獲獎 |

## 外部連結
- 普萊雅·蘇安朵克麥的Instagram帳戶（泰文）